# Slottet Kórnik

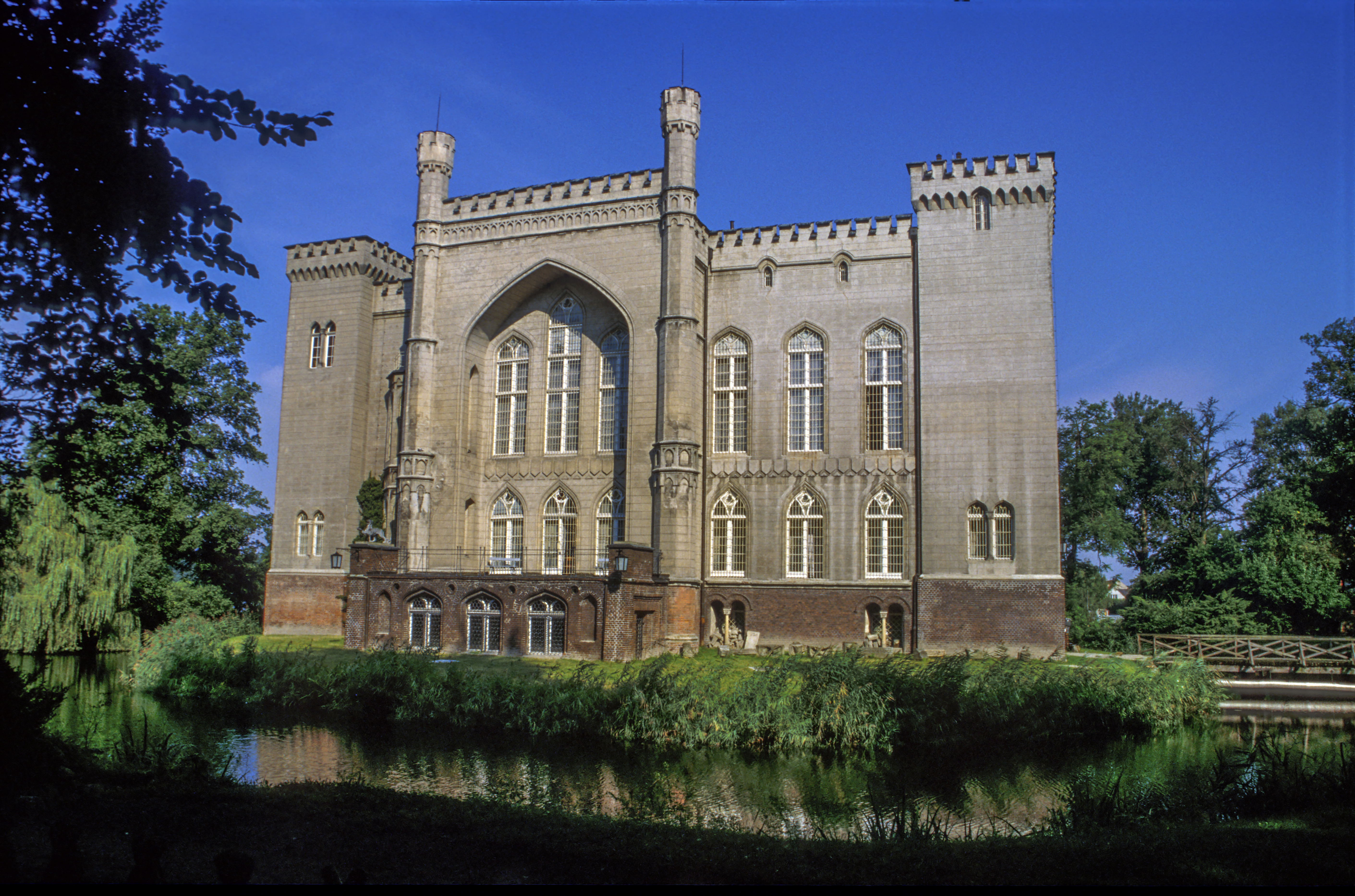
Slottets exteriör.

Slottet Kórnik uppfördes ursprungligen under 1300-talet. 
Slottets nuvarande utformning i nygotisk stil tillkom på 1800-talet efter ritningar av arkitekten Karl Friedrich Schinkel för Tytus Działyński och hans son Jan Kanty Działyński. Efter dennes död togs slottet över av hans svåger, greve Władysław Zamoyski. En tid före den barnlösa grevens död, testamenterades slottet, tillsammans med en stor konstsamling, till den polska staten. Slottet är numera ett museum.